# 1772
Перша наукова революція •  Просвітництво • Глухівський період в історії Гетьманщини •  Російська імперія

## Геополітична ситуація
Султаном Османської імперії є Мустафа III (до 1774). Під владою османів перебувають Близький Схід та Єгипет, Середземноморське узбережжя Північної Африки, частина Закавказзя, значні території в Європі: Греція, Болгарія і Сербія. Васалами османів є Волощина та Молдова.
Священна Римська імперія охоплює, крім німецьких земель, Угорщину з Хорватією, Трансильванію, Богемію, Північну Італію, Австрійські Нідерланди. Її імператор — Йосиф II (до 1790). Марія-Терезія має титул королеви Угорщини. Королем Пруссії є Фрідріх II (до 1786).
У Франції править Людовик XV (до 1774). Франція має колонії в Північній Америці та Індії. В Іспанії — Карл III (до 1788). Королівству Іспанія належать південь Італії, Нова Іспанія, Нова Гранада та Віцекоролівство Перу в Америці, Філіппіни. У Португалії королює Жозе I (до 1777). Португалія має володіння в Бразилії, в Африці, в Індії, в Індійському океані й Індонезії.
На троні Великої Британії сидить Георг III (до 1820). Британія має колонії в Північній Америці, на Карибах та в Індії. Північ Нідерландів займає Республіка Об'єднаних провінцій. Вона має колонії в Північній Америці, Індонезії, на Формозі та на Цейлоні. Король Данії та Норвегії — Кристіан VII (до 1808), на шведському троні сидить Густав III (до 1792). На Апеннінському півострові незалежні Венеціанська республіка та Папська область. Король Речі Посполитої — Станіслав Август Понятовський (до 1795). У Російській імперії править Катерина II (до 1796).
Україну розділено між трьома державами. Королівство Галичини та Володимирії належить Австрії. По Дніпру проходить кордон між Річчю Посполитою та Російською імперією. Лівобережна частина розділена на Малоросійську, Новоросійську та Слобідсько-Українську губернії. Нова Січ є пристановищем козаків. Існує Кримське ханство, якому підвладна Ногайська орда.
В Ірані фактично править династія Зандів за номінального правління сефевіда Ісмаїла III.
Значними державами Індостану є Імперія Великих Моголів, Імперія Маратха. Зростає могутність Британської Ост-Індійської компанії. У Китаї править Династія Цін. У Японії триває період Едо.

## Події

### В Україні
- 5 серпня — внаслідок першого поділу Польщі Королівство Галичини та Володимирії стало частиною коронних земель Габсбурзької імперії.
- У Новомосковську було споруджено Троїцький собор

### У світі
- 10 січня Шах Алам II, падишах імперії Великих Моголів, здійснив тріумфальне повернення в Делі через 15 років після вигнання.
- 17 січня у Данії заарештовано Йоганна Фрідріха Струензе та королеву Кароліну Матильду.
- 13 квітня Воррен Гастінгс обійняв посаду губернатора Бенгалу.
- 10 червня почалася кредитна криза, особливо постраждали банки Шотландії.
- 5 серпня Австрійська імперія, Прусське королівство і Російська імперія підписали в Санкт-Петербурзі таємну конвенцію про поділ частини територій Речі Посполитої (Перший поділ Польщі).
- 21 серпня шведський король Густав III здійснив державний переворот, затвердивши нову конституцію. Епоха Свободи у Швеції закінчилася, встановився освічений абсолютизм.

### Наука та культура
- Відкриття нітрогену (Джозеф Блек, Даніель Резерфорд)
- Леонард Ейлер довів, що 31 є числом Мерсенна.
- Лагранж знайшов частковий розв'язок задачі трьох тіл, відомий як точки Лагранжа.
- Маркіз де Кондорсе опублікував свою другу роботу, присвячену інтегральному численню.
- Джозеф Прістлі отримав оксид азоту.
- Антуан Лавуазьє виклав приватно перед Французькою академією наук свої погляди на флогістон.
- Луї-Бернар Гітон де Морво продемонстрував, що метали набирають вагу при кальцинації.
- Медаль Коплі отримав Джозеф Прістлі.
- Маркіз де Сад влаштував у Марселі оргію, за що суд заочно приговорив його до смерті за содомію та отруєння. Сам дебошир утік.
- Ів-Жозеф де Кергелен-Томарек відкрив Кергеленський архіпелаг.
- Жак Леба Монтень уперше повідомив про спостереження комети Біели.
- Джеймс Кук відплив у свою другу навколоземну мандрівку зі сподіванням знайти ще один новий континент на південь від Нової Зеландії. Дорогою їм зустрілися крижини з прісної води, що вони витлумачили як добре знамення з огляду на мету.

### Засновані
- Королівство Галичини та Володимирії
- Східна Пруссія
- Пара (штат)
- Могильовська губернія
- Псковська губернія
- Вітебська провінція

### Зникли
- Королівська Пруссія
- Вармійське князівство
- Вітебське воєводство
- Іновроцлавське воєводство
- Мальборкське воєводство
- Мстиславське воєводство
- Поморське воєводство (1466—1772)
- Руське воєводство

## Народились
див. також Категорія:Народились 1772
Див. також: Категорія:Народились 1772
- 7 квітня — Фур'є Шарль, французький соціаліст-утопіст
- 19 квітня — Рікардо Давид, англійський економіст
- 4 травня — Брокгауз Фрідріх Арнольд, німецький видавець

## Померли
див. також Категорія:Померли 1772
Див. також: Категорія:Померли 1772